# 東貴博 ニッポン全国 ラジベガス
東貴博 ニッポン全国 ラジベガス（あずまたかひろ ニッポンぜんこく ラジベガス）は、ニッポン放送をキーステーションに2005年10月3日から2006年9月29日まで生放送していたラジオ番組。「ニッポン全国ラジベガス」シリーズの1つにあたる。ニッポン放送4階の第3スタジオ（通称:レトロスタジオ）から2時間の生放送であった。

## 概要
- 2005年9月30日まで「デーモン小暮 ニッポン全国 ラジベガス」を放送していたが、デーモン小暮閣下の仕事の都合と健康上の問題による降板にともない終了したため、代役を務めたこともあるTake2の東貴博がメインパーソナリティーとなり、タイトルも変更した。それにともなって木曜日のパートナーの佐藤江梨子がはしのえみに代わり新しくレギュラーに加わった。
- 毎日、その日に送られたメールやファックスの投稿者の中から抽選で明治製菓のガム、キシリッシュ1か月分（15個入り1ケース）がプレゼントされる。
- ニッポン放送で番組途中に放送されるクレジットを東が読み上げる際、「 - がお送りします。」と言うところを、「 - がお送りしMAX（まっくす）!」と言う。ただし、日替わり女性パートナーが読み上げるときや23時台に全国同一スポンサーの提供クレジットを読み上げるときは「 - がお送りします。」と言う。
- なお、2006年9月29日を以って「ラジベガス」の放送は終了となり、代って10月2日からは新番組「東貴博のヤンピース」として、東が引き続きパーソナリティを務めることになった（ただし月 - 木曜の担当。金曜は南海キャンディーズ・山里亮太が担当する「南海キャンディーズ 山里亮太のヤンピース フライデースペシャル」を放送）。これにともない、「AAAのA〜お話」の金曜日での放送は9月29日をもって終了した。

## 歴史

### 2005年
- 12月26日 - 12月30日の週は、通常のラジベガスの放送が23:00までの短縮版（28日 - 30日は特別番組）となり、残り1時間は「ラジベガス年末スペシャル ラジオ・ファンタジックストーリー ナルニア国物語」を放送。

### 2006年
- 1月9日から3月31日まで、芸人雑学No.1の東がもっと雑学を身につけるため、ゲストから出題される「有名人雑学クイズ」を実施。
- 1月27日の放送では東は北海道・旭川、金曜パートナーの友近は、東京・有楽町による2元中継で行われた。
- 3月31日の放送をもって日替わり女性パートナーは番組を卒業、以降は東の単独担当となる。
- 5月10日の放送の中で横浜ベイスターズ・石井琢朗選手の2000本安打達成打席を臨時で中継した。（結果は石井選手が東北楽天ゴールデンイーグルス・河本育之投手の押し出し四球を選び、ベイスターズのサヨナラ勝ちで2000本安打は持ち越しとなった。また、石井選手の打席からの中継と伝えられたが、実際には一人前の打順の鶴岡一成選手から中継がはじまった。）
- 6月12日はFIFAワールドカップ日本対オーストラリア戦のためお休み。
- 7月26日放送は「有楽町大花火大会」としてスタジオを飛び出しニッポン放送のベランダから生放送をした。
- 8月9日・10日・11日は東が夏休みのため、9日は絢香が、10日は山ちゃん（南海キャンディーズ）が、11日はタカアンドトシが代役パーソナリティを務めた。
- 9月21日放送は山形のとある旅館から生放送をした。

## 放送時間
- 毎週月曜日 - 金曜日　22:00 - 24:00

## パーソナリティ
- 東貴博（Take2）
  - 女性パートナー（2005年10月 - 2006年3月）
  - 月曜日:犬山イヌコ
  - 火曜日:魚住りえ
  - 水曜日:島崎和歌子
  - 木曜日:はしのえみ
  - 金曜日:友近

## タイムテーブル

### 2006年4月3日から
- 22:00　オープニングコーナー → 学校ニュースステーション
  - 月曜日　ラジベガスアンケート
  - 火曜日　お前のエクスタシー
  - 水曜日　東のセリフ大予想!
  - 木曜日　スゴだちくん
  - 金曜日　週替わり
- 22:25　曜日別コーナー
  - 月曜日　ツンデレ最前線
  - 火曜日　欽ちゃんファミリー列伝 → オシムに聞け！！オシム語録！
  - 水曜日　行列ができない店のお悩み相談所！ → ベガス超人名鑑
  - 木曜日　検定王への道 → ボク、バカなのら〜
  - 金曜日　知ったかぶり王決定戦 → エロ耳アワー
- 22:30 
  - （月曜のみ）必殺仕事人（じん）（インテリジェンスの上原隆が毎週月曜に登場し、就職活動などの1つのテーマについて話していく）→上原隆のニッポン全国ニューヨーク
  - （水曜のみ）アベカン!
- 22:40　AAAのA〜お話 （日替わりでメンバーの2人が登場）
  - 月曜日・水曜日・金曜日　宇野実彩子と日高光啓のA〜お話
  - 火曜日・木曜日　末吉秀太と西島隆弘のA〜お話
- 23:00　サッカークイズ
- 23:10　ゲスト登場
- 23:30　KAT-TUNスタイル
  - 月曜日　このラジオの聞き方 → お昼休みの過ごし方 → 告白の仕方
  - 火曜日　ザ・リアル10!
  - 水曜日　淳之介のダジャリング
  - 木曜日　優しさ選手権
  - 金曜日　KAT-TUNの気分はロッケンロール
- 23:45　メールの王様
  - 月曜日　あの人の成分解析 → 伝説のアジテーター
  - 火曜日　アズマッキーの「言わないよ絶対！」
  - 水曜日　東貴博教授の脳を鍛える感脳小説
  - 木曜日　セーキョーのアズ石さん  → アーズマガジン
  - 金曜日　そうだったらいいのになグランプリ
- 23:55　今日の当選者発表・エンディング（エンディングテーマは週替り）

### 2006年3月31日まで
- 22:00　オープニング
- 22:10　ちょっと気になりMAX
- 22:30　ラジベガスヘッドラインニュース・天気予報
  - ニュース担当   
    - 月曜日　武田肇
    - 火曜日　鈴木芳彦
    - 水曜日　吉田尚記
    - 木曜日　桜庭亮平
    - 金曜日　飯田浩司
- 22:40　メール紹介
- 22:45　曜日別コーナー
  - 月曜日　もっちゃいない
  - 火曜日　俺流NANA → アズマッキーの「言わないよ絶対！」
  - 水曜日　プリンスの恋愛レシピ
  - 木曜日　都道府県川柳 → セーキョーのアズ石さん
  - 金曜日　芸能界ベスト（ホニャララ）ニスト！
- 22:55　この後のお知らせ
- 23:00　クイズ答えMAX
- 23:10　今日のお客様MAX
- 23:20　ゲストに質問のメール紹介
- 23:30　AAAのA〜お話 （日替わりでメンバー2人が登場し、リスナーから届いた質問に答えていく）
- 23:40　パートナーが仕切る曜日別コーナー
  - 月曜日　イヌコの南風（ぱいかじ）通信
  - 火曜日　セレブ魚住のニッポン全国女子アナ祭り！
  - 水曜日　和歌子の乙三（おっさん）プロジェクト → 和歌子の地球の歩き方 → 負け犬・和歌子の!心の傷をペロペロ!
  - 木曜日　えみのシャワータイム → いつか使える鹿児島弁講座
  - 金曜日　せーの で ドン!
- 23:50　ラジベガス誕生月占い （ゲッターズ飯田が明日の運勢を誕生月で占う）
- 23:53　今日の当選者発表・エンディング（NEVER ENDING STORY オーケストラバージョン）

## 箱番組
- AAAのA〜お話（22:40頃 - ）
- KAT-TUN スタイル（23:30頃 - ）

## クイズコーナー
- クイズ答えMAX
  - リスナーが電話でクイズに挑戦するコーナー。1問正解するごとに500円、10問全問正解で10,000円もらえる。
  - 答える際には必ず語尾に「MAX」をつけなければならない（例：答えがラジベガスなら「ラジベガスMAX」）。わからない場合は「わからないMAX」か「パスMAX」と言う。「MAX」忘れをしたらその時点でクイズは終了、賞金は没収となる。
  - 2005年11月8日の放送で初めての全問正解者が現れた。
  - 期間限定でXbox 360の発売直前には、全問正解者にこのゲーム本体とリッジレーサー6がプレゼントされた。
  - 2006年3月31日をもって終了し、2006年4月から2006 FIFAワールドカップに便乗した下記記載の「サッカークイズ」に変更された。

- サッカークイズ
  - 2006年4月3日23:00から始まる上記記載の「クイズ答えMAX」の次コーナー。
  - 挑戦者は出題の前に「行く（ドリブル）」か「パス」のどっちかを言う。「パス」と言えば相方に解答権が渡る。ただし、10問の内、1問だけドリブルカット問題があり、挑戦者が「行く」と宣告するとこの時点でゲームセット、賞金は没収。（4月5日放送でルール変更）
  - 4月5日放送から新ルールで10問中1問だけオフサイド問題があり、挑戦者が「パス」と宣告するとこの時点でゲームセット、賞金は没収となる。
  - 不正解になるとイエローカードとなり、3問不正解でレッドカード退場で残り1人で試合続行、残りの1人も退場になるとゲームセット、これも賞金は没収となる。
  - 賞金は「答えMAX」では1問正解500円全問正解1万円だったが、このコーナーでは1問正解1000円全問正解2万円となっている。
  - 2006年4月4日2回目のサッカークイズであっさりと全問正解されたことから、ルールが改善された。
  - 2006年4月24日放送からドリブルカットやオフサイドなどで賞金が取れなかった場合はキャリーオーバーとなり、翌日の放送でパーフェクトを取れば2万円+キャリーオーバーした金額が加算される。5月17日現在のキャリーオーバー金額は49000円。（つまりパーフェクトを取れば69000円になる。）
  - 2006年5月12日にはキャリーオーバー制度をとってから初の賞金獲得者が出た。
  - 2006年5月15日放送からルールが改善され、10問の中の1問、ドリブルカット問題かオフサイド問題のどちらかが入っており、行く（ドリブルカット）かパス（オフサイド）を宣告するとゲームセット、賞金没収。
  - 2006年5月21日放送からルール改善。答える前に「シュート」か「パス」を選択する。ただしパスは2回のみ。10問中1問だけレッドカード問題が含んでおり、シュートを宣告するとゲームセット、賞金は没収になる。また1問正解につき2000円になっている。

## 番組ノベルティ
- 汗も拭ける『東マネー（あずまねー）』（スペシャルウィークなどの場合は体全体が拭ける『巨大東マネー』）
  - 22:45頃の曜日別コーナーでいいネタにはプレゼント。
  - 23:00の「クイズ答えMAX」 → 「サッカークイズ」で参加すると貰える。
  - 2006年3月の放送までは、東が気に入ったお便りだけにプレゼントしていたが、2006年4月からは読んだお便りすべてにプレゼントすることになった。
    - これにともない、上記の在庫がなくなった後に汗の拭けない『東マネー』にリニューアルした。

## ネット局
| 青森放送   | IBC岩手放送（※） | 山形放送   | ラジオ福島   | 茨城放送 |
| 信越放送   | 山梨放送         | 北陸放送   | 福井放送     | 静岡放送 |
| 東海ラジオ | KBS京都          | ラジオ関西 | 和歌山放送   | 山陰放送 |
| 山口放送   | 西日本放送       | 高知放送   | 九州朝日放送 | 長崎放送 |
| 熊本放送   | 大分放送         | 宮崎放送   |              |          |

- （※）IBC岩手放送では金曜日に限り23:00 - 24:00の短縮放送。
- STVラジオは2006年3月31日でネットを打ち切り、4月3日からは自社製作番組「スーパーヒットチャートなまらん」を開始（時間変更・枠拡大）した。
- ナイター完全中継をモットーとするネット局（東海ラジオ・九州朝日放送等）は試合終了後に途中から飛び乗るケースが多い。なお、試合終了が23時台の場合は放送休止もあり得る。
- 東海ラジオでは、午後11時になる前の曲がかかっている間に本社スタジオから天気予報を入れる。
- 2006年3月までは、番組のエンディングにネット局紹介を行っていた（「allnightnippon SUPER!」の頃から実施）。放送局名は上記の通りに読まれ、九州朝日放送の場合は同局の意向なのか「KBC九州朝日放送」と略称を付けていた（岩手・IBCの場合は「アイビーシー岩手放送」が正式な社名のため例外）。

## スタッフ
- ディレクター:角銅秀人（「ナインティナインのオールナイトニッポン」(木曜25:00 - 27:00)のディレクターも担当。）